# 2 Pułk Ułanów Gwardii (Cesarstwo Niemieckie)
2 Pułk ułanów Gwardii  (niem. 2. Garde-Ulanen-Regiment)  – pułk kawalerii niemieckiej okresu Cesarstwa Niemieckiego.
Pułk został sformowany 14 kwietnia 1819. Stacjonował w Berlinie . Wchodził w skład Korpusu Gwardii .

 Wiosną 1914 był w strukturze 4 Brygady Kawalerii Gwardii z Dywizji Kawalerii Gwardii.

## Bibliografia

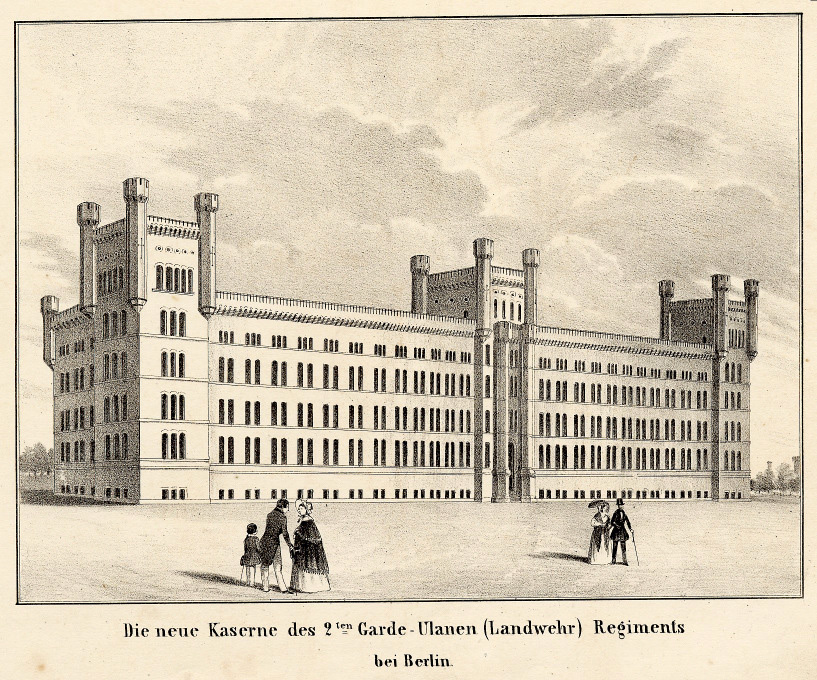
Koszary pułku